# Elie Yéghiayan
Elie Yéghiayan (Aleppo, 29 maggio 1950) è un vescovo cattolico armeno, dal 23 giugno 2018 eparca della Santa Croce di Parigi degli Armeni.

## Biografia
È nato nel 1950 ad Aleppo.

### Formazione e ministero sacerdotale
Dopo gli studi presso il seminario armeno-cattolico dell'Istituto patriarcale del clero di Bzommar, ha proseguito la sua formazione con gli studi superiori di filosofia e teologia presso la Pontificia Università Gregoriana. 
Ordinato sacerdote il 24 marzo 1974 a Bzommar, fino al 1978 è stato vicerettore del seminario minore di Bzommar, divenendo poi parroco della parrocchia armeno-cattolica dell'Annunciazione a Beirut, fino al 1980. 
È stato poi nominato direttore del Collegio Saint-Mesrop di Bourj Hammoud, dove è rimasto fino al 1992, quando è diventato parroco della chiesa della Santa Croce di Zalqa e direttore del collegio locale. Nello stesso anno è diventato membro del tribunale ecclesiastico, delle commissioni della liturgia e dell'insegnamento catechetico presso l'arcieparchia di Beirut degli Armeni.
Dal 1997 al 2001 è stato rettore del Pontificio collegio armeno a Roma, divenendo poi vice-superiore e membro del consiglio direttivo dell'Istituto patriarcale del clero di Bzommar fino al 2007, quando è stato nominato parroco di Saint-Grégoire-Saint-Élie. Nel 2016 è stato nuovamente nominato parroco della Santa Croce di Zalqa e direttore del suo collegio.
È stato anche professore di catechesi nei collegi armeno-cattolici di Beirut dal 1978 al 2018 e cappellano delle Suore armeno-cattoliche dell'Immacolata Concezione dal 2001 fino alla nomina episcopale.

### Ministero episcopale
Il 23 giugno 2018 papa Francesco lo ha nominato eparca della Santa Croce di Parigi degli Armeni, in Francia. Ha ricevuto la consacrazione episcopale il 12 agosto successivo, solennità dell'Assunzione secondo il calendario liturgico armeno, presso il convento di Nostra Signora di Bzommar dalle mani del patriarca Krikor Bedros XX Ghabroyan, patriarca di Cilicia degli Armeni, co-consacranti l'eparca Jean Teyrouz, suo predecessore sulla cattedra di Parigi, e l'arcieparca Kévork Khazoumian, già coadiutore di Costantinopoli degli Armeni. Il 10 novembre seguente ha preso possesso dell'eparchia.

## Genealogia episcopale
La genealogia episcopale è:
- Cardinale Scipione Rebiba
- Cardinale Giulio Antonio Santori
- Cardinale Girolamo Bernerio, O.P.
- Arcivescovo Galeazzo Sanvitale
- Cardinale Ludovico Ludovisi
- Cardinale Luigi Caetani
- Cardinale Ulderico Carpegna
- Cardinale Paluzzo Paluzzi Altieri degli Albertoni
- Papa Benedetto XIII
- Papa Benedetto XIV
- Papa Clemente XIII
- Cardinale Bernardino Giraud
- Cardinale Alessandro Mattei
- Cardinale Pietro Francesco Galleffi
- Cardinale Giacomo Filippo Fransoni
- Cardinale Andon Bedros IX Hassoun
- Patriarca Stepanos Bedros X Azarian
- Patriarca Avedis Bedros XIV Arpiarian
- Patriarca Iknadios Bedros XVI Batanian
- Patriarca Hemaiag Bedros XVII Guedikian, C.A.M.
- Patriarca Krikor Bedros XX Ghabroyan, I.C.P.B.
- Eparca Elie Yéghiayan, I.C.P.B.